# Украинствующие и мы
«Украи́нствующие и мы» — статья, позже брошюра в жанре политической публицистики, изданная русским эмигрантом Василием Шульгиным в 1939 году в Белграде. Содержала политическую критику украинства и украинского национализма.

## История
«Украинский вопрос» в публицистике Шульгина всегда занимал ключевое место среди рассматриваемых им национальных проблем. В 1939 году Шульгин решает написать статью с критикой и описанием своего понимания истоков и феномена украинского национализма. Статья получила название «Украинствующие и мы» и 12 марта 1939 года вышла на страницах белградской газеты «Русский голос» в номере 414.
После этого, статья была издана в виде отдельной брошюры за несколько дней до начала Второй мировой войны летом 1939 года в Белграде тиражом в 500 экземпляров, отпечатанная в издательстве Н. Рыбинского в Белграде. Тем самым, работа издавалась два раза.
Шульгин считал важным информирование европейцев о существовании иной точки зрения на украинскую проблему, чем та, о которой усиленно заявляли сторонники украинской независимости и в 1930-х годах занимался переводом на французский язык своих работ на эту тему. Украинская эмигрантская община болезненно относилась к появлению на европейских языках книг своего заклятого врага. Особенное неудовольствие вызвало французское издание брошюры «Украинствующие и мы». Украинцы-эмигранты скупили выпуск «почти „на корню“» и уничтожили все выкупленные экземпляры.

## Содержание
Работа начинается предлагаемой автором классификацией «украинствующих», под которыми автором понимаются сторонники отделения Украины от России, на три типа:
1. «Честные, но незнающие. Это те, которых обманывают».
2. «Знающие, но бесчестные; призвание сих — обманывать „младшего брата“».
3. «Знающие и честные. Это маньяки раскола; они обманывают самих себя».
В работе рассматривается «украинствование» как социально-политический феномен. Обращаясь к истокам возникновения «украинства», Шульгин полагал, что его основателями явились польские политики конца XVIII века, решившие в отместку за раздел Польши устроить «раздел России» и выдумавшие до тех пор не существовавший «украинский народ». Реализаторами идеи стали австро-немцы — с того момента как Германия и Австро-Венгрия решили ослабить Россию методом её раздробления на «десять самостоятельных республик», дело у украинских сепаратистов пошло быстрее, так как их и австро-германские цели совпали.
Но главными консолидаторами «украинствования», по мнению Шульгина, являются большевики. Их позиция по украинскому вопросу, по мнению Шульгина, спасла идею независимой Украины. Шульгин объяснял это тем, что в первые месяцы нахождения большевиков у власти, когда ещё действовали условия Брестского мира, навязанные большевикам Германией, «немцы обещали им [большевикам] оставить их в Москве, если они не будут мешать созданию „Украины“»; затем, после поражения Германии в Первой мировой войне, когда большевики ещё верили в реальность мировой революции, отдельная «Украинская республика» была им нужна в пропагандистских целях — чтобы примером «независимой Украины» убеждать иные страны присоединяться к «международному интернационалу»; а позднее, когда у власти в СССР стоял Сталин, осознание себя властителем не одного, а нескольких «советских государств», льстило самолюбию «кремлёвского горца». Шульгин выступал против проведённой большевиками реформы русского правописания, полагая, что реформа не учитывала особенности «малороссийского диалекта» и с её введением «малорусы получают новые — и серьёзные — основания к тому, чтобы указывать, что русская графика им не подходит».
«Украинствующие» также именуются «мазепинцами» и сектантами (по утверждению епископа Тульчинского и Брацлавского Ипполита, именно Шульгин «впервые дал определение „самостийников“ как сектантов»). Предложено видение решения «украинского вопроса», которое заключается в уверенности автора о том, что должно наступить время, когда вместо лжи и человеконенавистничества украинствующих раскольников возобладает историческая истина, заключающаяся, по мнению автора, в достижении справедливости и взаимопонимания при объединении русского народа, состоящего из малоросов, великоросов и белорусов, в рамках «Единой Неразделимой России».

## Мнения
Украинский учёный, писатель, общественный и политический деятель Максим Стриха назвал работу «украиноненавистнической». Такую же точку зрения выразил украинский публицист, журналист, политолог, кандидат философских наук Сергей Грабовский.
Исследователь Сапожникова И. Ю. охарактеризовала работу Шульгина как знаменитую и «беспощадно-ироническую».